# 6236-os mellékút (Magyarország)
A 6236-os számú mellékút egy bő hét kilométer hosszú, négy számjegyű mellékút Tolna vármegye északi részén. Györköny település számára biztosít közúti összeköttetést a két legközelebbi szomszédjával, Nagydoroggal és Pusztahencsével.

## Nyomvonala
A 6232-es útból ágazik ki, majdnem pontosan annak 11. kilométerénél, észak-északnyugat felé. Pusztahencse és Györköny határszélén indul, de előbbi települést ennél jobban nem érinti. 2,8 kilométer után éri el Györköny belterületét, ahol Fő utca néven húzódik, majdnem pontosan a negyedik kilométeréig. Ott egy derékszögű irányváltással nyugatnak fordul és a Szabadság utca nevet veszi fel. 4,5 kilométer után hagyja el a település lakott területét, és az ötödik kilométere előtt pár méterrel lép át Nagydorog területére. A hetedik kilométerénél éri el Nagydorog lakott területének északi részét, ott a Kossuth utca nevet viseli. A 63-as főútba beletorkollva ér véget, annak 26+400-as kilométerszelvényénél.
Teljes hossza, az országos közutak térképes nyilvántartását szolgáló kira.gov.hu adatbázisa szerint 7,268 kilométer.